# Sektor 2 (Bukarest)

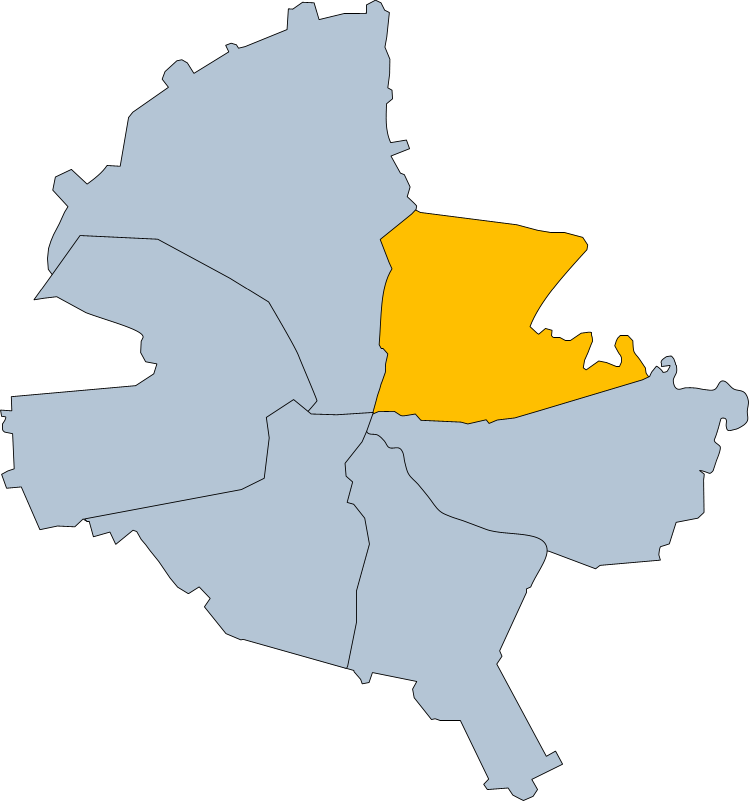
Bukarest, Sektor 2

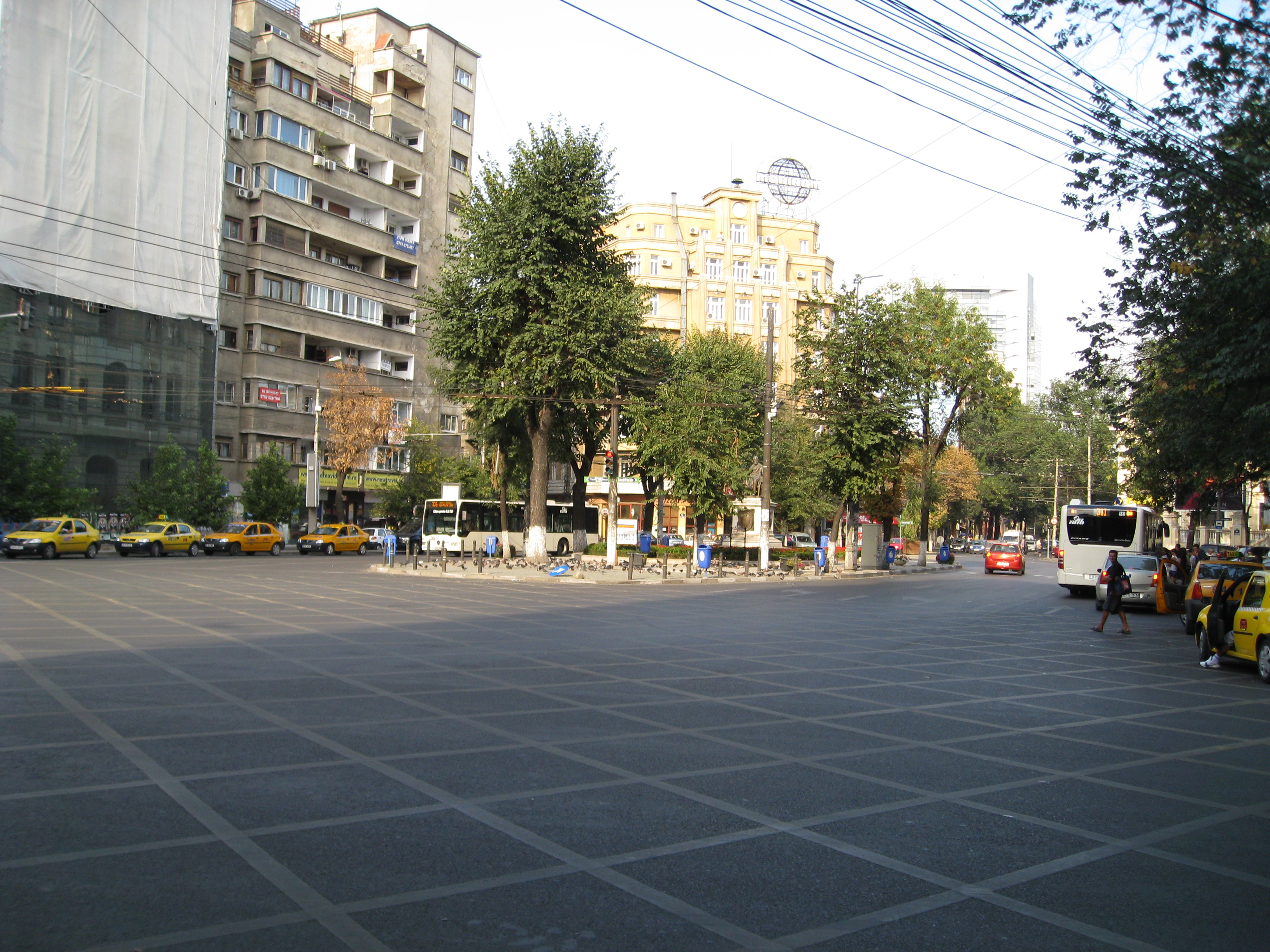
Rosetti-Platz im Sektor 2

Sektor 2 (rumänisch Sectorul 2) ist ein Bezirk von Bukarest, der sich im nordöstlichen Teil der rumänischen Hauptstadt befindet. Sektor 2 befindet sich zwischen den Sektoren 1 und 3 und ist der multikulturellste Sektor Bukarests.

## Ortsteile
- Colentina
- Floreasca
- Iancului
- Moșilor
- Obor
- Pantelimon (Bukarest)
- Ștefan cel Mare
- Tei
- Vatra Luminoasă

## Wirtschaft
Air Bucharest hat seinen Sitz in Sektor 2.